# Libythea hatami
Libythea hatami är en fjärilsart som beskrevs av Sir George Hamilton Kenrick 1911. Libythea hatami ingår i släktet Libythea och familjen praktfjärilar. Inga underarter finns listade i Catalogue of Life.